# マキナ (音楽)
マキナ（Mákina）とは、1990年代初頭に生まれたとされるスペイン・バルセロナ発祥のダンスミュージック。
DJのミックススタイルとして産声を上げたこのジャンルは、多様なジャンルと融合を重ね、現在の様なハードコアを主体としたレイブミュージックに成長した。音色や構成はハッピーハードコアと近いものがあるが、ジャーマントランスから影響を受けた物が多く、哀愁を感じさせる旋律のトラックが大部分を占めている。
代表的なDJ/アーティストは、Pastis&Buenri、Xavi BCN、DJ Ruboy、DJ Konik、Xavi Metralla、Frank Diaz、Jordi Roure、Gerard Requena、DJ Pildo、Ricardo F、DJ K-rlos、Skudero、Oscar Elemento など。
代表的なレーベルは、BIT MUSIC、Up Tempo、ADN Sound、NOX Records、Al-khemie Records など（Up Tempo、ADN Sound は既にレーベル活動を中止している）。日本では主に M-Project や DJ DEPATH がマキナの普及に努めている。